# Афгано-иранские отношения
Афгано-иранские отношения — двусторонние отношения между Исламским Эмиратом Афганистан и Ираном. 
Дипломатические отношения между странами были установлены В 1935 году, во время правления афганского короля Захир-Шаха и иранской династии Пехлеви. 
Протяжённость государственной границы между странами составляет 921 км.
Страны являются сверхблизкими по языку и культуре. Государственный язык Ирана и государственные языки Афганистана относятся к Персидским языкам, благодаря чему жители Афганистана и Ирана свободно понимают друг друга. Афганистан, наряду с Таджикистаном, входит в зону влияния Ирана, в контексте Паниранизма.

## Сравнительная характеристика
|                     | Иран                                                 | Афганистан                                        |
| ------------------- | ---------------------------------------------------- | ------------------------------------------------- |
| Население           | 80 840 513                                           | 40 719 234                                        |
| Территория          | 1 648 000 км²                                        | 652 864 км²                                       |
| Плотность населения | 48 чел./км²                                          | 45 чел./км²                                       |
| Столица             | Тегеран                                              | Кабул                                             |
| Крупнейший город    | Тегеран                                              | Кабул                                             |
| Правительство       | исламская республика                                 | президентская республика                          |
| Язык                | персидский                                           | пушту и дари                                      |
| Основная религия    | Ислам (шиитского толка)                              | Ислам (суннитского толка)                         |
| ВВП                 | 987,1 млрд долларов США (12 800 $ на душу населения) | 21,39 млрд долларов США (687 $ на душу населения) |
| ИРЧП                | 0,742                                                | 0,374                                             |

## История
Обе страны объединяет общая культура, история и язык. 
В 1978 году отношения между странами ухудшились из-за политической нестабильности в Афганистане.
В 1998 году талибы захватили иранское консульство в Мазари-Шарифе и расстреляли находившихся там сотрудников и дипломатов; после этого инцидента Иран планировал военное вторжение в эту страну, но вмешательство Совета Безопасности ООН и США вынудили иранцев отказаться от этих планов. 
В 2001 году возросла напряжённость в межгосударственных отношениях из-за того, что шиитское меньшинство Афганистана начало подвергаться нападениям со стороны Талибана, в это время Иран начал поддерживать Северный альянс.
В октябре 2001 года после вторжения в Афганистан американцев и возглавляемых ими Международных сил содействия безопасности и падения режима талибов — двусторонние отношения между Ираном и Афганистаном улучшились.
В 2010 году НАТО обвинило Иран в поддержке исламистов Талибана.
1 декабря 2021 года, уже после повторного прихода «Талибана» к власти, на границе Афганистана и Ирана произошли вооружённые столкновения между иранскими пограничниками и боевиками Талибана, в результате чего погибло несколько человек, и талибы смогли захватить нескольких иранских пограничных постов. Столкновения закончились на следующий день после того, как стороны пришли к соглашению.
В мае 2023 года на заставе «Сасули» в иранской провинции Систан и Белуджистан произошли столкновения между пограничниками; по данным ВС Ирана — один военнослужащий погиб, ещё двое получили ранения, «Талибан» также понесли потери. После нескольких столкновений обе стороны урегулировали ситуацию.

## Торговля
В 2008 году, в соответствии с данными Торгово-промышленной палаты Афганистана, иранский экспорт в Афганистан составил сумму в 800 млн долларов США; Иран импортировал из Афганистана товаров на 4 млн долл. (фрукты, минералы, драгоценные изделия и специи).